# Cokelat
Cokelat (en español: chocolate), es una banda de música, formada en Bandung, Indonesia. Esta banda eligió el nombre "Cokelat", debido a que su gusto musical, llamó la atención a varios oyentes, comparando las melodías de sus canciones con un delicioso chocolate.
La banda se formó el 25 de junio de 1996, todavía hasta la fecha se mantiene activo en la música dentro de la escena musical de Indonesia. 
Después de la primera vocalista Kikan, quien formó parte de la banda, Cokelat anuncia sus nuevos cambios de integrantes como Sarah Hadju, una cantante que participó en una competencia de cantó llamado Indonesian Idol, de cuarta temporada.
El 19 de diciembre de 2011, la cantante Siti Sabariah Hadju, renunció oficialmente a la banda. La banda contrata a nueva vocalista sustituyendo a Sarah, incorporándose al grupo la cantante Jackline Rossy.

## Discografía
- 2000 - Untuk Bintang

- 2001 - Rasa Baru

- 2002 - Rasa Baru Special Edition

- 2003 - Segitiga

- 2004 - Dari Hati

- 2006 - The Best of - Tak Pernah Padam

- 2006 - Untukmu Indonesiaku

- 2008 - Panca Indera